# Mexický naháč
Mexický naháč (v nahuatlu Xoloitzcuintle) je plemeno psa pocházející z Mexika. Rozlišují se tři velikostní typy (malý, střední a standard). Ačkoliv je gen, který způsobuje absenci srsti, dominantní, rodí se i jedinci s jemnou a krátkou srstí.

## Historie

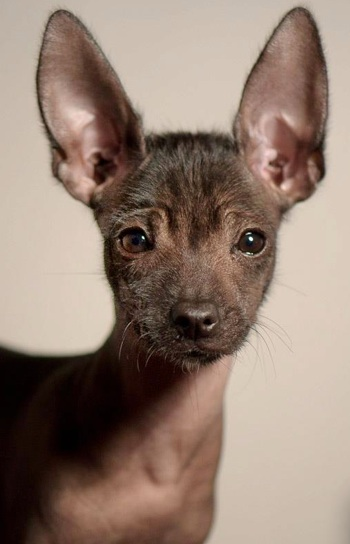
Štěně mexického naháče malého

Mexický naháč je jedno z nejstarších existujících psích plemen, patřící k největším pokladům mexické kultury. Originální jméno Xoloitzcuintli pravděpodobně vzniklo spojením aztéckého slova „itzcuintli“, pes, a jména „Xolotl“. Xolotl byl mexický bůh se schopností měnit svoji podobu a podle pověsti se na zemi vyskytoval právě v podobě holého psa s šedou kůží, který pak doprovázel duše mrtvých do podsvětí. Nejstarší objevené pozůstatky těchto psů se datují do doby přibližně před 3500 let. Je možné, že plemeno původně mexické není, ale právě první zmínky o něm byly nalezeny na území dnešního Mexika.
Roku 1887 se mexický naháč stal jedním z vůbec prvních plemen uznaných American Kennel Clubem (AKC). Nicméně roku 1959 byl vyřazen kvůli nízkému počtu jedinců a hrozícími vymření.
Ačkoliv jsou chovány obě varianty, holá i osrstěná, tak holá je preferovanější. Především v minulosti bývali pro spojení vybírání dva nazí jedinci, jelikož v jejich vrhu bylo méně pravděpodobné narození osrstěného štěněte. Spojení dvou osrstěných jedinců je zakázané.
Trpasličí varianta je zcela nově vyšlechtěná a je o něco lehčí a menší.

## Povaha
Je to velmi inteligentní pes vhodný do rodiny i s malými dětmi nebo jinými zvířaty. Je velmi přizpůsobivý a bystrý, také spíše klidný. Je také velmi mírumilovný a ani v případě nebezpečí neútočí první, avšak pokud je v sázce zdraví majitele nebo celé rodiny, umí zakročit. Je klidný a veselý, nejraději je se svojí rodinou doma, v bytě. Dospělí psi jsou velmi tiší a hodí se tedy do bytu, ale štěňata jsou známá tím, že naopak jsou hodně hlučná.
Cizí lidé mu nevadí pokud neohrožují jeho rodinu, to dokáže zaútočit, protože je vůči ní velmi loajální. Pokud se ale zdají "cizinci" v klidu, je takový i on a netrvá dlouho a nechá se hladit a laskat i na hlavě, což většině psů od cizích lidí vadí.

## Péče
I přes to, že toto plemeno nemá srst, samotná kůže vyžaduje velkou pozornost. Především je nutné ji chránit před slunečním zářením kvalitním opalovacím krémem speciálně pro citlivou pokožku. V létě musíte dávat pozor, aby se nespálil a v zimě aby neomrzl, proto je vhodné mu koupit obleček. Kůže by se měla aspoň každý měsíc mýt vlažnou vodou a v případě, že pes má vnější zranění, je nutné použít šetrnou desinfekci.
Mexičtí naháči jsou velice přizpůsobiví, co se pohybu týče. Nicméně velká varianta vyžaduje více pohybu, než malá. Jakýkoliv druh pohybu by měl být přizpůsobený faktu, že plemeno nemá srst, tudíž dlouhý pobyt na slunci mu nesvědčí.
Vyžadují výcvik a výchovu již od štěněcího věku. Důležité jsou jasně stanovené hranice.
Ačkoliv se obecně jedná o zdravé psy, American Kennel Club doporučuje pro své chovatele vyšetření pately (především kvůli možné luxaci) a kyčelních kloubů (dysplazie).

## Zdraví
Průměrná délka života: 12 - 15 let.
Vzhledem k tomu, že mexický naháč neprošel šlechtěním, ale jedná se o původní plemeno, tak je to velmi zdravý pes. Objevit se u něj problémy s pohybovým aparátem, a to dysplazie kyčelního kloubu u velkého naháče a luxace patelly u menšího a středního rázu. Obojí se vyšetřuje při přijetí do chovu, takže stačí vybírat štěně se zdravými předky. Preventivně zejména v době vývoje můžete podávat doplněk stravy – kloubní výživu. 